# Terza coniugazione
In italiano, la terza coniugazione verbale è quella dei verbi aventi l'infinito in -ire, erede della quarta coniugazione latina. 
Contiene all'incirca un migliaio di verbi a lemma nei dizionari di cui la stragrande maggioranza incoativi, cioè verbi che formano regolarmente la coniugazione con l'aggiunta di un infisso in alcune voci verbali.

## Coniugazione
|      | Indicativo | Indicativo | Indicativo     | Indicativo      | Congiuntivo | Congiuntivo | Condizionale  | Imperativo |
|      | Presente   | Imperfetto | Passato remoto | Futuro semplice | Presente    | Imperfetto  | Presente      | Imperativo |
| io   | serv-o*    | serv-ìvo   | serv-ìi        | serv-irò        | serv-a*     | serv-ìssi   | serv-irèi     | -          |
| tu   | serv-i*2   | serv-ìvi   | serv-ìsti      | serv-irài       | serv-a*     | serv-ìssi   | serv-irésti   | serv-i*1   |
| egli | serv-e*    | serv-ìva   | serv-ì         | serv-irà        | serv-a*     | serv-ìsse   | serv-irèbbe   | -          |
| noi  | serv-iàmo  | serv-ivàmo | serv-ìmmo      | serv-irémo      | serv-iàmo   | serv-ìssimo | serv-irémmo   | -          |
| voi  | serv-ìte2  | serv-ivàte | serv-ìste1     | serv-iréte      | serv-iàte   | serv-ìste2  | serv-iréste   | serv-ìte1  |
| essi | serv-ono*  | serv-ìvano | serv-ìrono     | serv-irànno     | serv-ano*   | serv-ìssero | serv-irèbbero | -          |

* Sulle voci rizotoniche non è stato segnalato l'accento poiché impredicibile, potendo cadere su qualsiasi sillaba della radice a seconda del verbo.
| Infinito | Infinito      | Participio | Participio | Gerundio  | Gerundio       |
| Presente | Passato       | Presente   | Passato    | Presente  | Passato        |
| -------- | ------------- | ---------- | ---------- | --------- | -------------- |
| serv-ìre | avere servito | serv-ènte  | serv-ìto   | serv-èndo | avendo servito |

### Particolarità della coniugazione
- Buona parte dei verbi della terza coniugazione, chiamati tradizionalmente verbi incoativi, sono verbi che nelle voci altrimenti rizoatone (per le persone 1ª, 2ª, 3ª singolari e 3ª plurale del presente indicativo e congiuntivo) presentano l'infisso -isc- tra radice e desinenza verbale (ader-isc-o, ammorbid-isc-ano); alcuni verbi presentano regolarmente entrambe le forme (ment-o e ment-isc-o), tutte e due regolari, generalmente con dominanza nell'uso di una delle due, o talvolta con specializzazione nel significato (parto (mi allontano); partisco (divido)).
- Non esiste una regola per stabilire quali verbi richiedono l'infisso -isc-, tuttavia i verbi in -(c)hire, -cire, -gire e -glire (gli unici che presenterebbero problemi nel coniugare le voci rizoatone avendo vocali diverse da i- e e-) sono incoativi, ad eccezione di cucire, fuggire, (ri)uscire, e i rispettivi derivati:
- cucire (dal protoromanzo *cōsīre) mantiene inalterato il valore della -c- ([ʧ]) in tutta la coniugazione, aggiungendo una -i- diacritica nelle voci rizoatone (cuc-i-o, cuc-i-ano).
- fuggire muta la pronuncia della -g- in [g] nelle voci rizotoniche (fugg-o, fugg-ano), adattandola secondo le regole ortografiche.
- (ri)uscire è verbo irregolare. La -c- può avere il suono [k] (esc-o, esc-ono).
- Per i verbi in -gnire la tradizione grammaticale ammette una doppia grafia nelle voci rizoatone con desinenze inizianti per i- (1ª persona plurale dell'indicativo presente, e 1ª e 2ª plurale del congiuntivo presente): una con -i- (insigniàmo), e una senza (insignàmo); anche se la prima rimane la scelta più caldeggiata dalle grammatiche e dai linguisti per una questione di omogeneità delle desinenze, pur essendo la -i-, in questo caso, un semplice segno diacritico.
- Il participio presente di alcuni verbi presenta una desinenza latineggiante in -iente (sapiente) che talvolta convive accanto a quello semplice (dormente e dormiente) oppure specializzato unicamente come aggettivo (saliente).

### Participi in -iente
| Verbo       | Participio latineggiante | participio regolare | Note |
| ----------- | ------------------------ | ------------------- | --- |
| adempire    | adempiente               |                     | Esistendo anche la variante adempiere, il participio può essere anche considerato come una forma regolare di quest'ultimo |
| dormire     | dormiente                | dormente            | |
| compire     | compiente                |                     | Esistendo anche la variante compiere, il participio può essere anche considerato come una forma regolare di quest'ultimo  |
| empire      | empiente                 |                     | Esistendo anche la variante empiere, il participio può essere anche considerato come una forma regolare di quest'ultimo   |
| esaurire    | esauriente               |                     | |
| finire      | finiente                 | finente             | Solo d'uso letterale finiente                                                                                             |
| impedire    | impediente               |                     | |
| lenire      | leniente                 |                     | |
| nutrire     | nutriente                |                     | |
| partorire   | partoriente              |                     | |
| patire      | paziente                 |                     | Anche compaziente < compatire                                                                                             |
| percepire   | percipiente              |                     | |
| progredire  | progrediente             |                     | |
| regredire   | regrediente              |                     | |
| riempire    | riempiente               |                     | Esistendo anche la variante riempiere, il participio può essere anche considerato come una forma regolare di quest'ultimo |
| salire      | saliente                 | salente             | |
| sentire     | senziente                |                     | Anche acconsenziente < acconsentire, consenziente < consentire e dissenziente < dissentire                                |
| trasgredire | trasgrediente            |                     | |
| ubbidire    | ubbidiente               |                     | Anche obbediente < obbedire                                                                                               |
| udire       | udiente                  | udente              | |
| venire      | veniente                 |                     | Presente anche in tutti i verbi derivati                                                                                  |

## Origine latina
|          | Indicativo | Indicativo   | Indicativo   | Infinito + Presente avere | Congiuntivo     | Congiuntivo    | Infinito + Perfetto avere | Imperativo |
| Presente | Imperfetto | Perfetto     | Presente     | Infinito + Presente avere | Piuccheperfetto | Presente       | Infinito + Perfetto avere |            |
| ego      | sĕru-io    | seru-iḗbam   | seru-ī́ui     | seru-ī́r hăb-eo            | sĕru-iam        | seru-iuī́ssem   | seru-ī́r hab-ui            | -          |
| tu       | sĕru-is    | seru-iḗbas   | seru-iuī́sti  | seru-ī́r hab-es            | sĕru-ias        | seru-iuī́sses   | seru-ī́r hab-uī́sti         | sĕru-i     |
| is       | sĕru-it    | seru-iḗbat   | seru-ī́uit    | seru-ī́r hab-et            | sĕru-iat        | seru-iuī́sset   | seru-ī́r hab-uit           | -          |
| nos      | seru- ī́mus | seru-iebā́mus | seru-ĭuimus  | seru-ī́rr hab-ēmus         | seru-iā́mus      | seru-iuissḗmus | seru-ī́r hăb-uimus         | -          |
| vos      | seru- ī́tis | seru-iebā́tis | seru-ĭuistis | seru-ī́r hab-ētis          | seru-iā́tis      | seru-iuissḗtis | seru-ī́r hab-uī́stis        | seru-ī́te   |
| ei       | sĕru-iunt  | seru-iḗbant  | seru-iuḗrunt | seru-ī́r hab-ent           | sĕru-iant       | seru-iuī́ssent  | seru-ī́r hab-uḗrunt        | -          |

| Infinito | Infinito | Participio  | Participio | Gerundio   | Gerundio |
| Presente | Passato  | Presente    | Passato    | Presente   | Passato  |
| -------- | -------- | ----------- | ---------- | ---------- | -------- |
| seru-ī́re | -        | seru-iḗntis | seru-ī́tus  | seru-iendo | -        |

## Varianti desinenziali antiche o poetiche
Indicativo
- Presente: tra le desinenze arcaiche riscontrabili nel fiorentino si possono ricordare, (noi) servimo.
- Imperfetto: antica e in uso fino all'Ottocento (io) serviva, da cui sincope poetica (io) servia , (egli) servia, (essi) serviano (arcaica (essi) servieno).
- Passato remoto: in poesia: (io) servì, (egli) servio per servì, (essi) serviro.
- Futuro: arcaiche e rare le forme: (io) serviroe, (egli) servirae.

Congiuntivo
- Presente: arcaiche le forme originarie: (tu) serve; antichi e in uso sino all'Ottocento (tu) servi, (essi) servino;
- Imperfetto: antica la forma poetica (io) servisse; e solo antiche le forme (egli) servissi, (essi) servissono o servissino o  servisseno.

Condizionale
- Presente: arcaico: (essi) servirebbono anche poetico servirieno;  poetiche le forme (io) serviria, (egli) serviria, (essi) serviriano.